# Octavio Rivero Serrano
Octavio Rivero Serrano (* 15. Juni 1929 in Puebla; † 12. Dezember 2022) war ein mexikanischer Pneumologe und Rektor der Universidad Nacional Autónoma de México (UNAM).

## Biografie
Rivero studierte bis 1953 an der Escuela Nacional de Medicina, der späteren medizinischen Fakultät der UNAM. Er spezialisierte sich auf Atemwegserkrankungen, forschte und lehrte als Professor an der medizinischen Fakultät der UNAM, deren Direktor er 1977 wurde. Er war Chef der Abteilung für medizinische Ausbildung, Leiter der pneumologischen Abteilung und Unterdirektor des Hauptklinikums (Hospital General) des Secretaría de Salubridad y Asistencia. Vom 3. Januar 1981 bis zum 2. Januar 1985 führte er als Rektor die UNAM. Rivero war Mitglied in nationalen und internationalen Fachverbänden.